# Capo Evans
Capo Evans (in inglese Cape Evans) è un promontorio roccioso nella parte occidentale dell'isola di Ross che delimita l'ingresso settentrionale della baia Erebus.

## Storia
Venne scoperto durante la spedizione Discovery (1901-04) guidata da Robert Falcon Scott. La spedizione Terra Nova (1910-13), sempre guidata da Scott, costruì a capo Evans il Rifugio di Scott, la principale base della missione ed intitolò l'area a Edward Evans, ufficiale della Royal Navy e secondo in comando.

## Conservazione
Il sito ha rilevanza storica per la presenza di relitti dell'Epoca eroica dell'esplorazione antartica.

Nel 1997 l'area è stata designata come Area Specialmente Protetta dell'Antartide (codice ASPA 155).